# Voix passive
 (août 2017).
Sa qualité peut être largement améliorée en utilisant un vocabulaire plus directement compréhensible.
Pour les articles homonymes, voir Passif.
Pour un article plus général, voir Diathèse.
En grammaire, la voix passive, ou plus simplement le passif, est une forme verbale qui se distingue de la voix active par un marquage grammatical spécifique : en français, la forme composée de l'auxiliaire être et du participe passé passif (actif: il tue ; passif: il est tué). Son emploi entraîne un remaniement de la structure syntaxique de la proposition de base, c'est-à-dire celle dont le verbe est à la voix active et qui comporte un sujet et un objet. En français, à de rares exceptions près, seuls les verbes transitifs directs peuvent être conjugués au passif. L'objet de la proposition de base devient alors le sujet de la forme passive et le sujet du verbe à la forme active disparaît (passif non agentif) ou passe à l'arrière-plan sous forme de complément oblique (ou circonstanciel), appelé traditionnellement complément d'agent (passif agentif) ; le verbe, perdant un de ses arguments ou le rétrogradant au rôle de circonstant, devient intransitif. Cette transformation entraîne un nouveau rapport entre les fonctions des groupes nominaux et les actants qu'ils représentent, l'objet (ou le patient) devenant sujet, ce que de nombreux linguistes appellent un changement de diathèse.
La voix passive s'oppose ainsi à la voix active du fait de l'inversion de la répartition en fonctions syntaxiques des rôles sémantiques d'agent et de patient.Il en résulte une thématisation du patient ou objet, devenu sujet, par inversion ou disparition de l'agent. Cette présentation, pertinente pour de nombreuses langues accusatives, est toutefois réductrice dans une perspective plurilinguistique, puisque le verbe passif peut ne pas avoir de sujet exprimé (passifs impersonnels) et qu'il peut s'agir dans ce cas d'un verbe intransitif.
Par ailleurs, la thématisation par modification de diathèse peut s'étendre à d'autres actants que l'objet, comme c'est le cas pour les verbes prépositionnels et les verbes à double complément du type donner de l'anglais.

## Morphologie du passif
Selon les langues, le verbe au passif peut se former selon différents procédés :
- par une flexion différente du verbe actif

Dans les langues indo-européennes, c'est le cas du grec ancien et moderne (g.a. et g.m. ἀναγκάζει /anankázeï/anankázi/ = il/elle oblige ; g.a.. et g.m. ἀναγκάζεται / anankάzetaï/ anankάzetɛ/ = il/elle est obligé(e) ; g.a.ἀναγκάζουσι /anankázousi/; g.m.αναγκάζουν /anankázoun/ = ils/elles obligent ; g.a. et g.m. ἀναγκάζεται /anankázetaï/ = il/elle est obligé(e) ; ἀναγκάζονται /g.a.anankázontaï/ g.m.anankázondɛ/ = ils/elles sont obligé(e)s) ; du latin (legit = il/elle lit ; legitur = il/elle est lu(e) ; legunt = ils/elles lisent ; leguntur = ils/elles sont lu(e)s) ; de l'albanais (lan = il/elle lave ; lahet= il/elle est lavé-e ; lanë = ils/ elles lavent ; lahen = ils/elles sont lavé-s, -ées). Ces formes se rencontrent aussi dans d'autres familles de langue comme le fula ou peul (Niger-Congo) qui comporte une série de désinences passives différant selon les temps et les modes ;
- par une transformation grammaticale avec verbe auxiliaire

Dans toutes les autres langues indo-européennes sauf l'arménien, les passifs sont formés d'un auxiliaire accompagné d'un participe passé. Le verbe être est utilisé dans les langues romanes et slaves, le verbe devenir dans les langues germaniques à l'exception de l'anglais (werden en allemand, worden en néerlandais, blive en danois, bliva en suédois), mais aussi en persan : shodan (Ahmed  koshte shod = Ahmed a été tué). Des verbes de mouvement sont aussi parfois employés comme auxiliaires : hatin (venir) en kurde (hatin kuştin = être tué) ; जाना, jānā (aller) en hindi et bengali (hindi मारा जाता है , maara jāta hai = il est tué) ; l'italien peut aussi employer à la place de l'auxiliaire être les verbes venire ou andare (aller), ce dernier ajoutant une valeur modale d'obligation (questo libro va letto = ce livre doit être lu) ;
- par une modification du vocalisme

C'est une caractéristique des langues sémitiques comme l'araméen, l'hébreu et l'arabe où le passage de la voix active à la voix passive se fait par un changement du vocalisme : il a écrit ⇒ araméen kəṯaḇ ; hébreu כָּתַב , katav ; arabe كَتَبَ , kataba ; il a été écrit ⇒ araméen kəṯîḇ ; hébreu, בָּתוּב, katuv ; arabe كُتِبَ, kutiba . Comme les voyelles sont notées, partiellement en hébreu, totalement en arabe, par des signes diacritiques généralement absents des textes écrits, seul le contexte permet généralement de distinguer actif et passif, كتب pouvant être lu kataba (actif) ou kutiba (passif) ;
- par un morphème grammatical (affixe) ajouté à la forme active

C'est bien sûr le propre des langues de type agglutinant comme le turc qui ajoute au radical verbal le suffixe -il/ ül/ıl/ul ou le suffixe -in/-ın /ün/ -un : voir ⇒ görmek ; être vu ⇒ görülmek ; savoir ⇒ bilmek ; être su ⇒ bilinmek (le choix du préfixe dépend du verbe et n'est pas prévisible). L'indonésien recourt au préfixe -di qui s'ajoute à la base verbale ou remplace un autre préfixe : acheter ⇒ beli / membeli ; être acheté ⇒ dibeli.. Le swahili insère l'infixe -w- (ou -iwi ou -ew- ou -liw- comme marqueur du passif : aimer ⇒ kupenda ; être aimé ⇒ kupendwa ; acheter ⇒ kununua ; être acheté ⇒ kununuliwa. Cette formation se rencontre aussi avec le suffixe -v- de l'arménien : voir⇒ tesnel ; être vu ⇒ tesnvel (Ce suffixe est multi-fonctionnel puisqu'il peut également marquer la réflexivité, la réciprocité et l'anticausativité).

## Diathèse passive
L'existence de cette structure, présente dans de nombreuses langues, permet de thématiser le patient ou l'objet du procès, autrement dit , d'en faire le sujet du propos au détriment de l'agent parce que celui-ci est inconnu (Un jeune homme a été assassiné à l'orée de la forêt)  ou allant de soi (Le voleur a été arrêté) . L'arabe dénomme la voix passive al majhūl, l'inconnu, ce qui signifie que l'agent est ignoré dans le propos ; c'est pourquoi l'arabe classique ne peut adjoindre à une forme passive de complément d'agent ; l'arabe standard moderne le fait sous l'influence des langues européennes en l'introduisant par un groupe prépositionnel comme de la part de ou par l'intermédiaire de. Il en est de même dans d'autres langues comme le finnois qui a introduit parfois un complément d'agent par imitation du suédois ou de l'anglais, mais qui l'évite quand c'est possible en tournant la phrase autrement : plutôt que d'employer une forme passive dans La femme a été mordue par le chat,   il emploie la forme active correspondante en thématisant "la femme" : Naista puri kissa (naista = la femme, cas oblique ; puri = a mordu ; kissa = la femme, nominatif), le chat l'a mordue .

### Passif agentif
Le passif agentif est une construction passive dans laquelle l'objet de la phrase active devient le sujet de la phrase passive, alors que le sujet de la phrase active peut devenir complément d'agent. Dans ce cas, le nombre d'actants  reste  le même que dans la phrase active correspondante.
Le verbe lui-même peut changer de forme dans les langues flexionnelles (il se met à la voix passive). Selon les langues, le complément d'agent est souvent introduit par une préposition :
- actif : [A = sujet acteur] + [B = procès-verbal] + [C = objet patient] ;
- passif : [C = sujet patient] + [B = procès-verbal] (+ [prép.]) + [A = complément d'agent].

Il est entendu que l'ordre dans lequel se suivent les actants dépend de la langue.
Exemples de transformation passive des énoncés précédents :
- français : la souris [sujet patient] est mangée [verbe au passif] par [prép.] le chat [complément d'agent] ; Le temps de la phrase passive correspond au temps de l'auxiliaire être ajouté. Le participe passé, selon certains linguistes, prend le rôle d'un attribut du sujet.
- anglais : the mouse [sujet patient] is eaten [verbe au passif] by [prép.] the cat [complément d'agent] ;
- chinois : 老鼠 / lǎoshǔ [sujet patient] 被 / bèi [prép.] 貓 / māo [complément d'agent] 吃了 / chīle [verbe invariable] ;
- grec ancien : ὁ μῦς / ho mûs [sujet patient : nomin.] ἔδεται / édetai [verbe au passif] ὑπὸ / hupò [prép.] τοῦ αἰλούρου / toû ailoúrou [complément d'agent : cas oblique] ;
- japonais : 鼠は / nezumi-wa [sujet patient] 猫に / neko-ni [complément d'agent + postposition] 食べられます taberaremasu [verbe au passif] ;
- latin : mus [sujet patient : nomin.] a [< ab prép.] fele [complément d'agent : cas oblique] editur [verbe au passif] ;
- xhosa : impuku [sujet patient] ityawa [verbe au passif] yikati [complément d'agent].

L'on a ici envisagé les cas où la phrase passive serait le résultat de la transformation d'une phrase active. Le complément d'agent y est donc obligatoire, puisqu'il reprend le sujet de la phrase active. Par conséquent, seuls les verbes transitifs directs peuvent subir cette transformation.

### Passif non agentif
Le passif non agentif est une construction passive dans laquelle l'objet de la phrase active devient le sujet de la phrase passive, alors que le sujet de la phrase active est occulté. La phrase présente donc un actant de moins que la phrase active correspondante :
- français : la souris [sujet patient] est mangée [verbe transitif direct au passif] ;
- anglais : the mouse [sujet patient] is eaten [verbe transitif direct au passif] . À la différence du français et d'autres langues l'anglais peut en outre employer des formes passives qui n'ont pas pour sujet l'objet de la forme active correspondante : il en est ainsi de verbes prépositionnels  où le complément indirect ou circonstanciel de l'actif devient le sujet du passif : this bed [sujet patient] has been slept in [verbe intransitif au passif] = « *ce lit a été dormi dans » = « on a dormi dans ce lit » ; d'autre part, les verbes à double complément font du destinataire le sujet du passif : Marc [sujet destinataire] was given [verbe transitif au passif] a knife [objet patient] = « *Marc a été donné un couteau » = « on a donné un couteau à Marc » ;
- latin : amor [verbe transitif au passif] = « je suis aimé » ; laboratur [verbe intransitif au passif] = « *il est travaillé » = « on travaille » ;
- grec ancien : φιλοῦμαι / philoûmai [verbe transitif au passif] = « je suis aimé » ; βεϐοήθηται / beboếthêtai [verbe transitif indirect au passif] μοι / moi [objet indirect] = « il m'a été porté secours » = « on m'a porté secours » ;
- chinois : 他 [sujet] 被 [prép.] 打了 [verbe transitif + accompli] (tā bèi dǎle) = « il / par / avoir frappé » = « il a été frappé » ; 老鼠 [sujet-patient ou sujet agissant] 吃了 [verbe transitif + accompli] (lǎoshǔ chīle) = « la souris / avoir mangé » = « la souris a été mangée » ou « la souris a mangé » (le chinois ne marque pas le passif quand il n'y a pas d'équivoque) ;
- russe : дом [sujet] строится [verbe transitif au passif] (dom stroitsa) = « la maison / se construit » = « la maison est construite ».

## Passif impersonnel
Le passif impersonnel est une construction faite d'un verbe à la 3e personne de la forme passive dont la place du sujet est ou bien occupée par un mot grammatical qui n'a pas de contenu sémantique (il est appelé sujet apparent en grammaire française, Platzhalter (« occupant de première position ») en allemand ou bien, il est dépourvu de sujet. Il rend donc possible dans certaines langues la passivation des verbes intransitifs qui ne peuvent avoir de sujet quand ils sont utilisés au passif, faute d'avoir, par définition, un objet à l'actif. Là où il existe un choix entre une tournure  active à sujet indéfini (on + forme active en français ; man en allemand) et un passif impersonnel, ce dernier renforce le caractère impersonnel du procès par l'absence de toute référence à un agent, même indéfini ; c'est le cas en français pour des verbes suivis de complétives ou d'infinitifs comme :  il a été décidé /  il a été observé / il a été recommandé de / que ;   de ce fait, cet usage du passif est caractéristique des textes juridiques, administratifs ou scientifiques puisque lois et règlements sont impersonnels. On retrouve ces constructions ailleurs  comme en allemand : Wird erwartet, daß (on s'attend à ce que), en danois / norvégien :  der ( dan.) / det (norv.) /sies  (« on dit que », litt. « il est dit ») ;   der /det skrives at (on écrit que, litt. il est écrit que) ; der / det snakkes (on parle, litt. il est parlé). Ainsi en danois : Der skrives meget om præsidentvalget i aviserne. (Il est écrit beaucoup sur l'élection présidentielle dans les journaux).
1. Passif impersonnel avec des verbes transitifs.
- français  Actif : Les constructeurs n'ont jamais vendu autant de voitures électriques ⇒ Passif personnel : Des voitures électriques n'ont jamais été autant vendues (par les constructeurs) ⇒ Passif impersonnel : Il n'a jamais été vendu autant de voitures électriques.
- allemand Actif : Die Städte bauten damals viele neue Häuser (Les villes construisaient alors beaucoup de maisons nouvelles) ⇒  Passif impersonnel : Es wurden damals viele neue Häuser gebaut ("Il était  construit alors beaucoup de nouvelles maisons", il se construisait alors beaucoup de nouvelles maisons ou on construisait alors beaucoup de nouvelles maisons)  .

En français cet emploi s'étend à certains verbes transitifs indirects qui peuvent être employés au passif alors que la langue usuelle recourt au pronom indéfini on suivi d'une forme active :  Il a été procédé à une vaste enquête / on a   procédé à une vaste enquête ; il n'a pu être répondu à toutes les requêtes / on n'a pu répondre à toutes les requêtes. Le recours à ce passif impersonnel renforce le caractère indéfinissable de l'agent,.
2. Passif impersonnel avec des verbes intransitifs.
Il est inconnu du français. Les formes passives du latin itur (< it = il va) et du turc gidiliyor (< gidiyor = il va)) correspondent à on va (* il est allé) , tout en marquant davantage le caractère indéfinissable de l'agent que l'indéfini on. Pour les temps composés dans les langues qui exigent des accords entre sujet ou objet et forme verbale, le passif impersonnel est au neutre singulier : dans le latin itum est (on est allé), itum est le participe passif au neutre singulier du verbe eo, it (aller) .
La plupart des langues germaniques à l'exception de l'anglais  peuvent l'utiliser , mais aussi d'autres langues comme le turc ; ainsi, la phrase : Dans le bus on monte par la porte arrière peut se dire :
- en allemand. In den Bus wird durch die Hintertür eingestiegen (Le verbe einsteigen est employé à la 3e personne singulier du passif avec l'auxiliaire werden accompagné du participe passif du verbe).
- en néerlandais. In de bus wordt achteraan opgestapt (Le verbe opstappen est employé à la 3e personne singulier du passif avec l'auxiliaire worden accompagné du participe passif du verbe).
- en islandais. Það er gengið inn í strætóinn að aftan (Það est un sujet apparent ; le verbe ganga est employé à la 3e personne singulier du passif avec l'auxiliaire vera /er, être, accompagné du participe passif du verbe)
- en turc. Otobüse arkadan binilir (Le verbe binmek est employé à la 3e personne singulier du passif avec le suffixe passif  -il-)

3. Valeur modale du passif impersonnel
Il est fréquent que le passif impersonnel exprime une obligation ou une injonction :
- en allemand. Jetzt wird aber ins Bett gegangen, et maintenant on va se coucher (le groupe verbal ins Bett gehen, aller au lit  est employé à la 3e personne du présent passif avec l'auxiliaire werden)
- en lituanien. Čia nerūkoma, ici on ne doit pas fumer, ne pas fumer ici (nerūkoma est le participe passif neutre négatif de rūkyti , fumer)
- en hindi. इस तरह हँसा नहीं जाता , रोया नहीं  जाता, is tarah hansā nahīn jātā , royā nahīn  j, on ne doit pas rire, on ne doit pas pleurer de cette façon (Les verbes hansnā , rire et ronā , pleurer sont employés au  passif formé de leur participe passé passif, hansā et royā  , accompagné de l'auxiliaire jānā)[6].

Dans cette même langue, le passif impersonnel en phrase négative accompagné de l'agent suivi de la postposition से, sé exprime l'incapacité absolue :
- उसे बोला नहिं जाता, use bolā nahim jātā, *de lui il n'est pas parlé, il est incapable de parler (le verbe bolnā, parler est employé au présent passif formé du participe passé passif de bolnā accompagné de l'auxiliaire jānā) .

## Passif indirect
En japonais, un verbe dont le sens exclut l'existence d'un patient (un verbe de mouvement comme venir par exemple) peut être employé au passif pour indiquer que le locuteur subit le procès exprimé par ce verbe Le sujet est alors accompagné de la postposition utilisée pour le complément d'agent. Par exemple, le verbe 逃げる, / nigeru /  (se sauver, s'enfuir)  peut s'employer à la forme passive  逃げられる , / nigerareru / :
La phrase  うち の 猫 が  逃げた 。   / uchi  no neko  ga nigeta  /  (Le chat de la maison s'est enfui) , où  逃げた , / nigeta/ est le passé actif de   逃げる  , / nigeru / peut prendre la forme suivante : うち の 猫  に 逃げられた , /  uchi no neko ni nigerareta  / où le verbe est employé au passé passif et où に , /ni/ , placé après le groupe sujet, en souligne le caractère d'agent. Ainsi modifiée, elle indique que le locuteur subit l'événement contre sa volonté, est affecté par la disparition de son chat.